# Liegi-Bastogne-Liegi 1969
La Liegi-Bastogne-Liegi 1969, cinquantacinquesima edizione della corsa, fu disputata il 22 aprile 1969 per un percorso di 253 km. Fu vinta dal belga Eddy Merckx, giunto al traguardo in 6h50'00" alla media di 37,024 km/h.

## Riassunto
Si presentarono alla partenza 127 ciclisti. Cinque andarono a comporre la fuga di giornata, e tra essi anche l'italiano Tommaso De Prà e due gregari di Eddy Merckx, Victor Van Schil e Roger Swerts. L'attacco decisivo venne però portato dallo stesso Merckx sul Côte de Stockeu, a ben 98 chilometri dal traguardo: sullo strappo il "Cannibale" allungò infatti sui principali rivali e andò a raggiungere i due compagni ancora in avanscoperta. In testa alla corsa si formò un terzetto, tutto targato Faema, che prese presto il largo, salvo ridursi poco più avanti a sole due unità, dal momento che Swerts, complice la fatica già accumulata, dovette staccarsi.
Merckx e Van Schil si alternarono con regolarità alla guida della corsa, rendendosi protagonisti di una sorta di "cronometro a coppie" – già ai meno 45 potevano fare affidamento su un vantaggio di cinque minuti – fin sul rettilineo d'arrivo del velodromo di Rocourt a Liegi: qui la volata fu solo formale, la vittoria andò infatti al "Cannibale" Eddy Merckx, che poté così bissare la vittoria ottenuta tre settimane prima al Giro delle Fiandre. Dietro invece il gruppetto degli altri favoriti, comprendente anche Felice Gimondi, Frans Verbeeck, Herman Van Springel ed Eric Leman, non riuscì ad organizzare un vero inseguimento, sia per la presenza nel plotoncino di altri gregari di Merckx, sia per il disinteresse di molti a collaborare; i componenti di tale drappello tagliarono così il traguardo staccati di 8 minuti e 5 secondi, con il britannico Barry Hoban ad aggiudicarsi la volata per la terza piazza. Ancora più indietro Roger De Vlaeminck e Walter Godefroot, rispettivamente a 9'35" e 9'50". Trenta gli atleti classificati.

## Classifica (Top 10)
| Pos. | Corridore           | Squadra      | Tempo    |
| ---- | ------------------- | ------------ | -------- |
| 1    | Eddy Merckx         | Faema        | 6h50'00" |
| 2    | Victor Van Schil    | Faema        | s.t.     |
| 3    | Barry Hoban         | Mercier-BP   | a 8'05"  |
| 4    | Eric Leman          | Flandria     | s.t.     |
| 5    | Wim Schepers        | Caballero    | s.t.     |
| 6    | Roger Swerts        | Faema        | s.t.     |
| 7    | Felice Gimondi      | Salvarani    | s.t.     |
| 8    | Frans Verbeeck      | Okay Whisky  | s.t.     |
| 9    | Herman Van Springel | Mann-Grundig | s.t.     |
| 10   | Willy In 't Ven     | Mann-Grundig | s.t.     |